# Мельхіседек Значко-Яворський

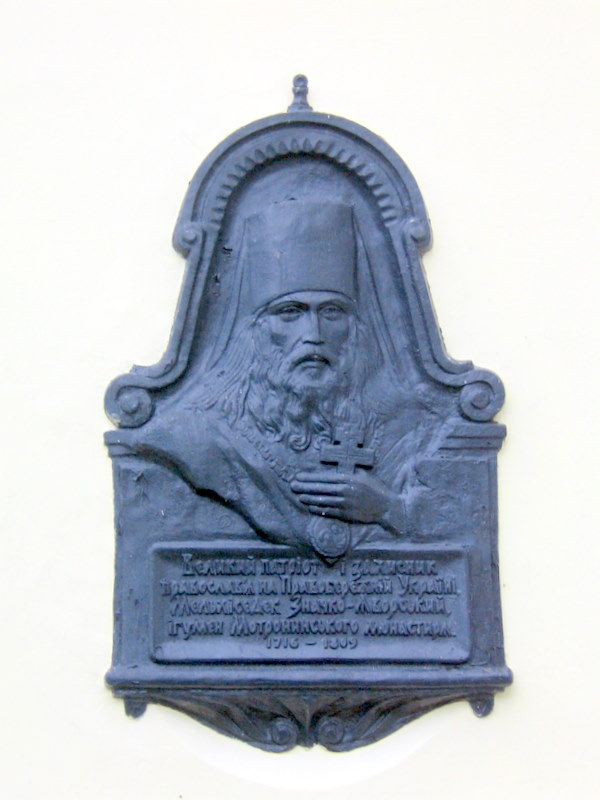
Пам'ятний знак Мельхіседеку на стіні Мотронинського монастиря.

Архімандрит Мельхіседек (світське ім'я Матві́й Карпович Значко-Яворський) (* близько 1716, Лубни — пом.14 червня 1809, Глухів) — православний церковний діяч, архімандрит, член Новгород-Сіверського патріотичного гуртка.

## Біографічні дані. Життєпис
Матвій Карпович Значко-Яворський, так в миру звали ігумена, належав до старовинного руського (українського) шляхетського роду, що оселився на Лубенщині. За дослідженнями О. Толокушина Яворські походили від лицаря (шляхтича) Косцеши.
Народився Матвій чи то 1716 чи 1721 року за різними даними. Так, по ствердженням історика Лебединцева в 1716 році, а по записам Чернігівської консисторії 1721 року. Філософським класом закінчив освіту в Київській академії, та незабаром з'явився в Мотронинському Свято-Троїцькому монастирі. Де побажав по «ревностному собственному желанию» поступити в число братії монастиря. В монастир прибув в 1738 році, але був пострижений в монахи досить пізно. По словам самого Мельхиседека він був пострижений лише близько 1745 року, в часи управління монастирем схимонаха Мелетія, за єпископства на Переяславській кафедрі Никодима Сребницького (1745—1751 рр.). З 1745 року Значко-Яворський швидко підноситься по ієрархічних східцях. За цей час він значитися в різних монастирських посадах, як то трапезного, екклезіарха, казначея, намісника і в 1753 році 8 травня за старим стилем возведений в сан ігумена Мотронинського монастиря.
Перші сім років ігуменства мало відомі для дослідників, адже Мельхиседек мало цікавиться навколишніми подіями, більше приділяючи увагу самому монастирю. В 1761 році в указах консисторії він називається «правителем всех украинских православных церквей, народа и духовенства принадлежащих к Переяславской епархии», а Гервасій прямо назначає йому «братию — вся благочестивые иереи учити и наставляти, каковым бытии им в звании священства, житии, в учении народа, исправлении несогласных Закону Божию и доброчеловечеству нравов, и надсматривати, о развращенных и не исправляющихся нам представляти» Активна діяльність ігумена не могла пройти непоміченою серед уніатських та католицьких священиків. За свідченнями документів ще на початку своєї діяльності Мельхиседек зустрів спротив. В 1762 році по доносу він був звинувачений в тому, що він спілкується з гайдамаками та таємно переховує їх в монастирі. По цьому доносу в монастир прибув польський загін та захопив ігумена, «возили его по разным местам, стращали, допрашивали, но, ничего не добившись, отпустили». В 1764 році, при вибранні нового короля польського, Станіслава Понятовського, на дорадчому сеймі було постановлено «лишить православных обителей Польского королевства свободы вероисповедания и доступа к общественным чинам и должностям». Для того, щоб поновити права та свободи православ'я, треба було заручитись підтримкою імператриці Катерини II, яка вважалась захисником православ'я в Польщі. По віковій традиції Польщі, у нового короля мали просити підтвердити привілеї не тільки приватні особи, цеховики чи ремісничі братства, але і цілі краї країни. Мельхиседек був духовним правителем України, а тому мав стати її захисником. В 1765 році до Гервасія надійшла скарга про безчинства з боку монахів Мотронинського монастиря та самого Мельхиседека. Їх звинуватили в захваті уніатських приходів та інших церковних гріхах. Гервасій не став розглядати скарги, а навпаки підтримав Мельхиседека в обороні православних церков, що перейшли до православ'я, та благословив закладу вати нові. 17 березня Мельхиседеку було докладено про намір забрати монастир, та перетворити його в уніатський. Розуміючи, що це не пусті погрози він вирішив їхати до Петербурга до Синоду, щоб просити захисту.
В проханні, написаному до Гервасія, Мельхиседек вказує причину «для исходотайствования у нового польскаго короля подтверждения их древних прав и привилегий о вольном содержании грекорусскаго благочестия и принадлежании к Переяславской епархии». В другій половині червня 1765 року Мельхиседек прибув до Петербурга. Синод відправив його до колегії закордонних справ, де йому обіцяно прилучити до справи відомого білоруського єпископа Георгія Кониського, що стояв в обороні православ'я в Білорусі, та мав деякий вплив при дворі. 3 вересня Мельхиседек отримав рескрипт Катерини II на ім'я надзвичайного посла при Варшавському дворі графа Миколи Рєпніна, в якому повелівалось натиснути на польський двір всіма можливими шляхами. Була послана грамота на ім'я короля Польського, з проханням вирішити цю справу, також виданий паспорт, підписаний імператрицею, для проїзду до Варшави. Коли ігумен повертався на Україну уніати вчинили спробу його вбити. В містечку Паволоці стомлений Мельхиседек зупинився в постоялому дворі. Місцевий уніатський священик пригостив його медом, який обережний Мельхиседек тільки попробував «… и тотчас почувствовал дурноту, но спасся случившимся зараз выметом. Слуга его, доверившись униату, тотчас осушил кубок, ужасно распух, кожа на его теле потрескалась и вскоре он умер. В местечке Белополее польския жолнеры, пришедши на квартиру Мельхиседека, ругали его, били и грозили смертию, наконец, повели его к коменданту Белопольскаго замка. Мельхиседек показал коменданту рескрипт на имя Репнина и паспорт. Видя ненависные документы, стал издеватся над Мельхиседеком, ругал его всячески, грозил избить и требовал совершения мши». Ігумена все ж таки відпустили і він приїхав до монастиря. Поїздка Мельхиседека, була корисною для православних, її завершення підняло дух. Як свідчать архіви, навіть ті хто давно були в унії стали повертатись до православ'я.
6 січня 1766 року ігумен прибув до Варшави. При допомозі Рєпніна він був представлений на доповідь королю. Від Мельхиседека вимагали «подлинных привилегий» попередніх королів на існування Мотронинського та інших монастирів. В нього знайшлося сім кріпосних актів на землі, що були цьому, за його виразом, «камень тверд». Що ж до гонінь, що чинили уніати та католики, наказали кожному скривдженому приносити за себе скаргу, а від нього вимагали документальних підтверджень, кому і які кривди наносились, та в якому часі. В противному випадку погрожували взагалі відправити його «бездельно», а Петербургу повідомити, що «ложно — де доносил он и напрасно утруждал Высочайшую власть». Мельхиседек відповідав, що він їздив до Петербурга не з тим, щоб згадувати давні образи, але щоб надалі таких образ не було. Крім того він пред'явив «екстрат некоторой части обид», щоб не наводити на себе «пороку или сумнительности». Документи справили враження на короля. Він дав меморіал уніатському митрополиту та єпископам про заборону починати гоніння на православних, обіцяючи привілей в королівстві на вільне сповідання віри православної, те ж обіцялось і всім монастирям. Особисто Мельхиседеку, по наказу короля за печаткою королівською, грамоти попередніх королів про вільне сповідання православного обряду по всій короні Польській та Литовській. В останніх числах січня Мельхиседек виїхав з Варшави.
Не всі господарі давали змогу вільно сповідувати православну віру, а Мельхиседека, братію монастиря та всіх, хто хотів приєднатися називали «превеликими бунтами» та «гайдамаччиною».
Саме в такий час повертається ігумен до монастиря. Біля містечка Орловець(село Городищенського району Черкаської області) на нього нападає «разбойничим образом» писар латинської консисторії Лада. Забравши в Мельхиседека привілеї, що дав їх король, Лада взяв його під варту та «при разных озлоблениях и наругательствах» доставляє його до Городища. Закувавши Мельхиседека в залізо доставляють в консисторію, куди за ним прислано варту від губернатора. Все ж по знущаннях його відпустили та 2 квітня 1766 року він прибуває до монастиря.
На той час створюється інквізиційний суд, що мав розглядати справи тих, хто не підтримує унію на території України. Майже всі українці були звинувачені в непокорі законній владі. 3 квітня 1766 року, на другий день по поверненні ігумена з Варшави, помічник уніатського митрополита Григорій Мокрицький, що мав свою резиденцію в Корсуні, керуючись тільки-но розробленим декретом, вимагає Мельхиседека до себе. Останній на суд не з'явився. В своєму листі до Мокрицького Мельхиседек писав «Если ты приступишь к суду… то берегись, чтобы следствия твоего декрета не обратились на тебя самого, бо не с жидами справа» [72]. Тобто ми не є євреї, якими можна керувати, та знущатись.
Після такого листа Мельхиседека, 17 травня був виданий новий декрет. В ньому Мельхиседек був звинувачений в порушенні закону, тобто уніатської влади, підсиланні монахів, які підбивали народ до бунтів, в розсилці королівських рескриптів, та симонії. За такі беззаконня він підлягав таким карам: з Мотронинського монастиря визискувалось тисячу гривень, а сам Мельхиседек повинен з'явитися з дванадцятьма особами до Радомишля (Особливого значення місто набуває у 40-х роках XVIII ст., ставши резиденцією уніатських митрополитів. В цей час будуються Радомишльській замок, оточений ровом і валом, де знаходилась резиденція з скарбницею) і там «через лист безчесный перепросить и отпущения испросить». Хлопи, тобто взагалі миряни, всіх присілків, містечок, сіл та хуторів мають по трьох тижнях від публікації декрету з'явитись в Радомишлі для засвідчення повернення до унії. Ті ж, хто не підкорявся декрету Мокрицького, чи не мають письмового дозволу від уніатської влади, вважались злочинцями і їх наказано ловити та доставляти до Радомишля. Мельхиседек, ще до оголошення декрету Мокрицького, встиг в перших числах травня з'їздити до Гервасія. В монастирі на нього вже чекало декілька документів від уніатів з погрозами. По кількох днях до монастиря заявився шляхтич Хойновський, який вимагав підтверджень прав монастиря. «снисходя его неразсудной азартности» Мельхиседек показав йому грамоти Станіслава. Великим було здивування Мельхиседека коли Хойновський побачивши універсали став кричати, що і королю голову відрубають. Коли ж Хойновський покидав монастир то погрожував вбити ігумена, де б його не зустрів. Після видання декрету Мокрицького Мельхиседек відправляється до Переяслава, щоб отримати пораду, як діяти стосовно цього декрету, та для пред'явлення універсалів короля Гервасію. Поляки про це дізналися і поставили по всіх шляхах таємну сторожу, для того щоб відібрати привілеї в ігумена, а самого та тих, хто буде супроводжувати його таємно вмертвити. Знайшлись люди, які попередили його про небезпеку. Ігумен змінив свій звичний маршрут, та не відчуваючи цілковитої безпеки просив провести його довіреним особам. Ними були жаботинський ктитор Діонісій Криновський, та сотник жаботинський Харько, «воин хроабростью благонадежен», та ще декілька осіб. Мельхиседек добрався до російського кордону, зате його охорона впала в немилість місцевої влади. Поляки, що мешкали в Жаботині, і особливо місцевий ротмістр, що «издавна злобствовал на Харька», доповіли про їхній злочин реґіментарю української партії Вороничу. Воронич обманом викликав Харька і його супутників до себе. В останніх числах травня вони прибули до нього в Шамраївку, що біля Білої Церкви. Харько подав листи від смілянського комісара, в яких вирішувалась доля його та товаришів. Воронич лист прочитав і зараз же наказав відшукати ката. Харька повели до конюшні де відрубали голову, а тіло повеліли закопати, щоб ніхто не здогадався де той подівся. Супутники ж вночі втекли.
Мельхиседек все ще надіявся на привілеї, які дані були королем і сподівався за їх допомогою врегулювати питання правової сторони православної церкви. В двадцятих числах травня він прибув до Переяслава та приготував доповідь Гервасію про дії, які слід чинити у зв'язку з небезпекою, що нависла над православ'ям Правобережжя. По поверненні з Переяслава 23 липня 1766 року його арештовано біля переправи Сокирно (досі це село збереглося, знаходиться на північ, вверх по течії Дніпра, в 30 кілометрах від Черкас). Під конвоєм його доправили до містечка Мошни (тепер село Черкаського р –ну), а згодом до міста Корсуня, куди прибули 24 липня. З 26 липня, по прибутті до Корсуня намісника митрополита Мокрицького почались допити. По допитах його направили до Радомишля. Мельхиседеку пропонували ще по дорозі перейти в унію. Збереглась відповідь ігумена: «готовий постраждати за святу віру, навіть якщо страчений буду, на унію не пристану». 30 липня Мельхиседека доставили до Радомишля, де його зразу ж привели до комісара митрополита Каменського. Тривали почергово допити та вмовляння «присягнути на єдність». 14 вересня до Грудок приїхав секретар митрополита Стопемського, Олександр Іодко, абат Дерманського монастиря і ще декілька уніатських священиків для остаточного суду над ігуменом. В той же час жінка губернатора дала отруту Мельхиседеку, і той зробився як мертвий. Судді побачивши помертвілого від'їхали без суду. Мельхиседеку купці запропонували втечу. Від безвиході він погодився. До Переяслава він добрався 31 жовтня, за свідченнями Гервасія «нашел его едва живым, в крайнем изнеможении и наготе». Звільнившись від ув'язнення Мельхиседек не наважувався повертатись на Правобережжя, жив в Переяславі і звідси керував справами.
У другій половині 1767 року в Варшаві було скликано новий сейм, де крім інших питань, було питання про православних. Мельхиседек вважав необхідним бути на місці, для кращого врегулювання питання повного признання прав на віросповідання та поновлення участі православних в державних справах. В другій половині листопада сейм закінчився. Захист іноземних послів все ж мав вплив на короля та шляхту. Всі попередні постанови, що обмежували права православних, скасовувались, свобода віросповідання забезпечувалась на всі часи. На початку 1768 року Мельхиседек знову збирається на сейм в Варшаву. Він готує скаргу православних та позов про безчиння на місцях, що творять католики та уніати. 18 січня він прибуває до Варшави, на три дні раніше початку сейму. І цього разу Мельхиседек нічого не добився від шляхти. В кінці квітня повертається до Переяслава, де готує нові документи, маніфести та позови. Щодо Мельхиседека, то на той час його на правобережній Україні не було. З 1766 року він перебував в Михайлівському монастирі Переяслава, так що безпосередньої участі в повстанні він не брав. Доноси та самодержавна шовіністична політика все ж зробили свою справу. Є думка, що князь Рєпнін, щоб виправдати свій провал на сеймі звинуватив єпископа Гервасія та ігумена Мельхиседека у розпаленні ворожнечі та підбурюванні до повстання. Гервасій та Мельхиседек були покликані до суду.
На самому початку процесу Мельхиседека Синодальним указом було переведено на ліву сторону Дніпра, і Гервасій назначив його ігуменом Михайлівського монастиря Переяслава від 30 жовтня 1768 року. Рівно за рік по закінченні суду сам Гервасій був відправлений на спокій в Михайлівський київський монастир. 22 грудня 1769 року він помер в Києво—Подільському подвір'ї переяславських єпископів.
Мельхиседека переведено на «ряд обыкновенных служебных лиц и в своей деятельности не выступал уже из узкой сферы монастырской деятельности». В 1771 році його переводять із Переяслава до Києва в кафедральний Софіївський монастир намісником та присутнім в духовній консисторії, потім назначають ігуменом Видубицького монастиря. З 1781 року призначають ігуменом Лубенського Мгарського монастиря, а в 1785 році вже в сані архімандрита переводять в настоятелі Глухівського Петро—Павловського монастиря Новгород — Сіверської єпархії, де він перебував до самої смерті 2 червня 1809 року.

## Літописання
Походив з козацької родини осавула Лубенського полку Карпа Костиша-Яворського на прізвисько Значко. Вихованець Київської Академії. В 1745 році пострижений в монахи у Мотронинському монастирі в Холодному Ярі близ Чигирина.
З 1753 року — ігумен Мотронинського монастиря.
В 1761 році призначений єпископом Гервасієм управителем православних монастирів і церков Правобережжя. Розгорнув активну антиуніатську діяльність. Зазнаючи утисків і переслідувань з боку польського духовенства і шляхти, неодноразово важив життям.
Невдовзі на його заклик священики ста п'ятдесяти греко-католицьких парафій Правобережжя оголосили про свій перехід у православ'я. А коли польська влада застосувала проти них репресії, Яворський звернувся по захист до запорозьких козаків.
За захист православних від наступу католиків та уніатів отримав прізвисько Мельхіседек — «Цар справедливості». За його ігуменства під час наростання релігійно-національного руху Мотронинський монастир перетворився на осередок Коліївщини. Його підтримали сусідні монастирі. За поширеною легендою, ігумен благословив гайдамаків вирізати до ноги всю шляхту і висвятив їм ножі.
Після придушення польсько-російськими військами Коліївщини Мельхіседек був усунений царським урядом від керівництва церковними справами на Правобережній Україні й переведений спочатку настоятелем у Переяславський Михайлівський, а потім у Видубецький монастир. Останні дні провів у Глухівському Петропавлівському монастирі.